# Gasshō
Gasshō (合掌, paumes de mains réunies, jointes) ») est une mudrā utilisée dans le bouddhisme japonais qui regroupe douze variations de la position des mains, onze fois tenues verticalement et une fois horizontalement. La posture la plus courante est le nebina gasshō, dans lequel les paumes sont jointes sans espace entre elles, et qui sert à saluer et à rendre hommage. Cette mudrā dérive de l'anjali-mudra qui a donné en Inde la salutation namasté.

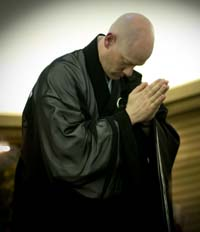
Moine s'inclinant en faisant gasshō.

D'autre part, les différentes variantes de gasshō ont connu de nombreuses applications dans la sculpture et l'art japonais.

## Généralités
Gasshô (ou sa forme complète gasshō-in) est l'équivalent de l'expression sanskrite anjali mudra,,, et en tant que tel, il s'agit d'un geste de salutation et de vénération.
Outre qu'il est le signe de la prière, ce geste est pratiqué par les divinités bouddhiques, et il est le signe de leur action et de leurs pouvoirs. C'est aussi une mudrā de salutation et de vénération, et il correspond alors à l'anjali mudra (sanskrit).

## Bouddhisme zen

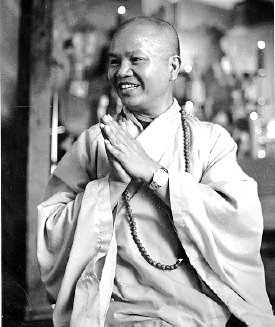
Le maître de Thiền (zen vietnamien) faisant gasshō.

Dans le bouddhisme zen, gasshō est utilisé pour saluer. Il s'agit d'un geste de révérence dans lequel les mains sont pressées l'une contre l'autre à la hauteur de la poitrine, les bras étant souvent à l'horizontale.
Le gasshō (traduction japonaise du terme sanskrit, anjāli) est en fait une mudrā qui exprime le salut, la gratitude, la vénération ou encore la supplique, et qui, à ce titre, est fort répandu en Asie. Pour le zen, ce geste marque aussi la non-dualité, l'unité de tous les phénomènes. En tant que tel, il exprime l'ainséité, c'est-à-dire la nature véritable de la réalité. Si les mudrā sont fréquentes dans le bouddhisme ésotérique (par exemple les écoles tendai ou le shingon), elles ne sont guère utilisées dans le zen.
Dans le zen, il est communément utilisé comme signe de salutation entre les membres de la communauté monastique (sangha), et aussi pour rendre hommage à une représentation de bouddha.
Cependant, le chercheur Dale Saunders relève que cette forme avec les paumes pressées l'une contre l'autre verticalement, sans laisser d'espace entre elles (contrairement à d'autres formes de gasshō où on laisse un espace entre les mains) est aussi appelée nebina gasshō. Elle reçoit encore le nom de kenjisshin, soit la « mudrā du cœur ferme et sincère »,. Selon Hermann Smidt, cité par Saunders, ce gasshō est celui de la secte zen : les mains serrées l'une contre l'autre, on peut se concentrer sur la méditation intérieure, ce qui exprime bien, toujours selon Smidt, le précepte zen « devenir Bouddha », ce qui commence par la connaissance de sa propre âme qui permet de percevoir la nature originelle de l'âme humaine.

## Le gasshō dans l'art japonais
Dans l'iconographie bouddhiste, c'est aussi une des principales mudrā du bodhisattva Avalokiteshvara (ou Kannon), qui tient souvent un joyau qui réalise les vœux entre ses paumes réunies et placées devant son cœur. On la trouve aussi fréquemment dans les représentations de donateurs ou de mécènes religieux religieux.
La mudrā gasshō est aussi une des trente-trois formes que prend Kannon : la bodhisattva est debout, les mains jointes; dans cette posture, on l'appelle Gasshō Kannon.

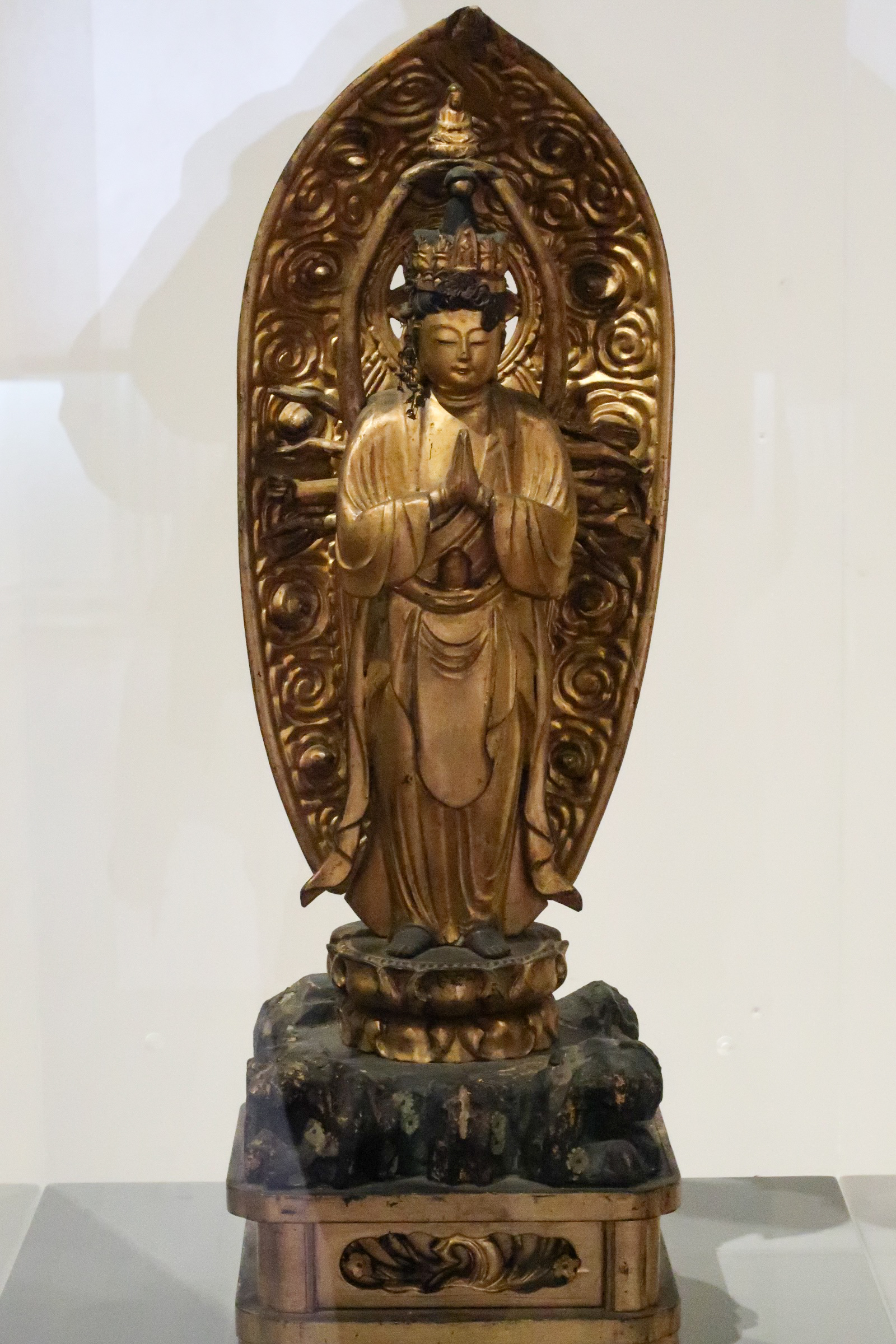
Gasshō Kannon, une des trente-trois représentations de cette bodhisattva. Période Edo. Musée des Beaux Arts de La Rochelle.
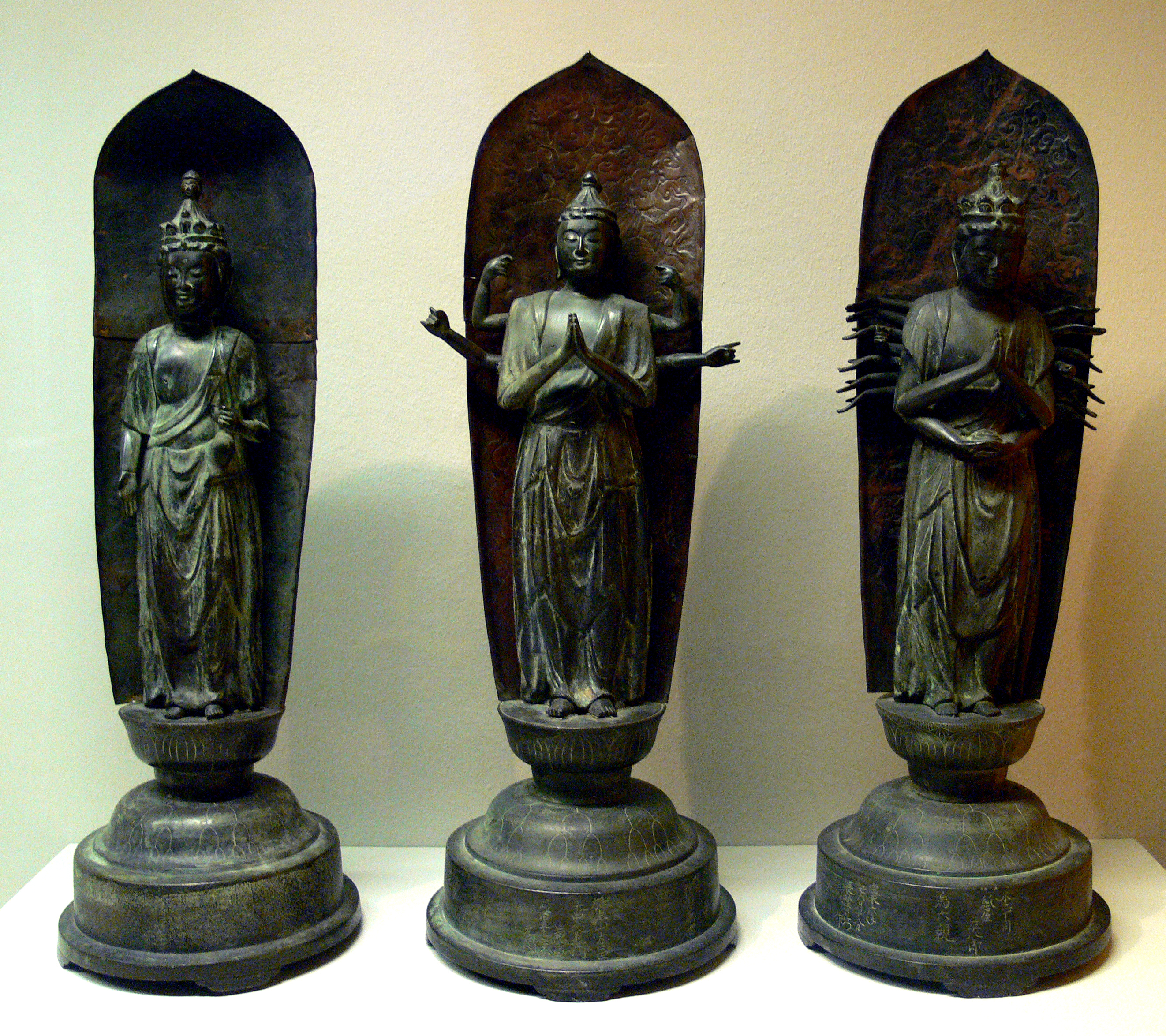
Kannon (de g. à dr.) aux onze têtes, aux six bras et aux mille bras. Dans ces deux dernières statues, la bodhisattva fait gasshō. (Musée Linden, Stuttgart)
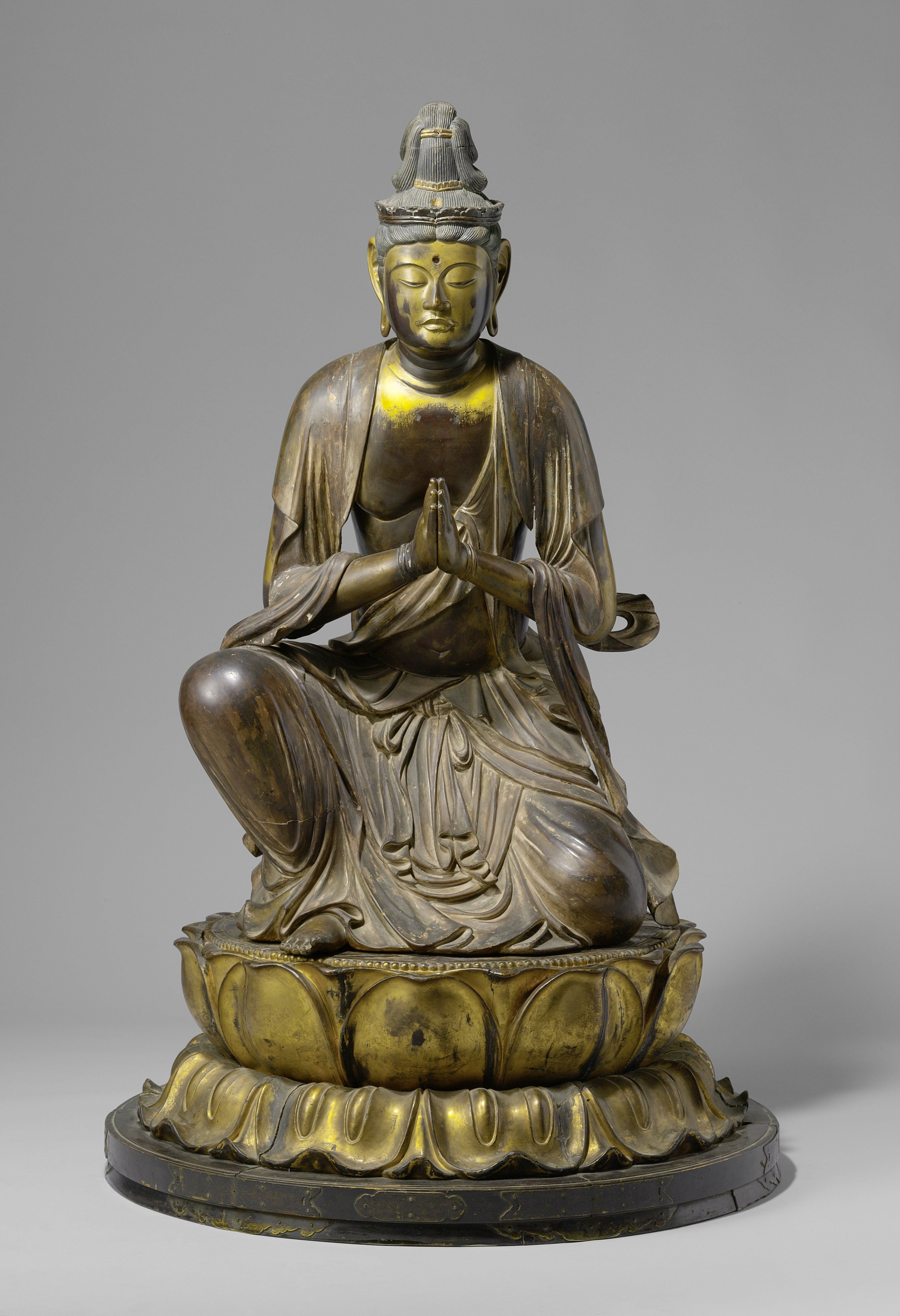
Sculpture en bois doré (vers 1400 - 1600) du bodhisattva Seishi, avec les mains en gasshō (mudra anjāli).